# Kreuzkirche (Chemnitz-Kaßberg)

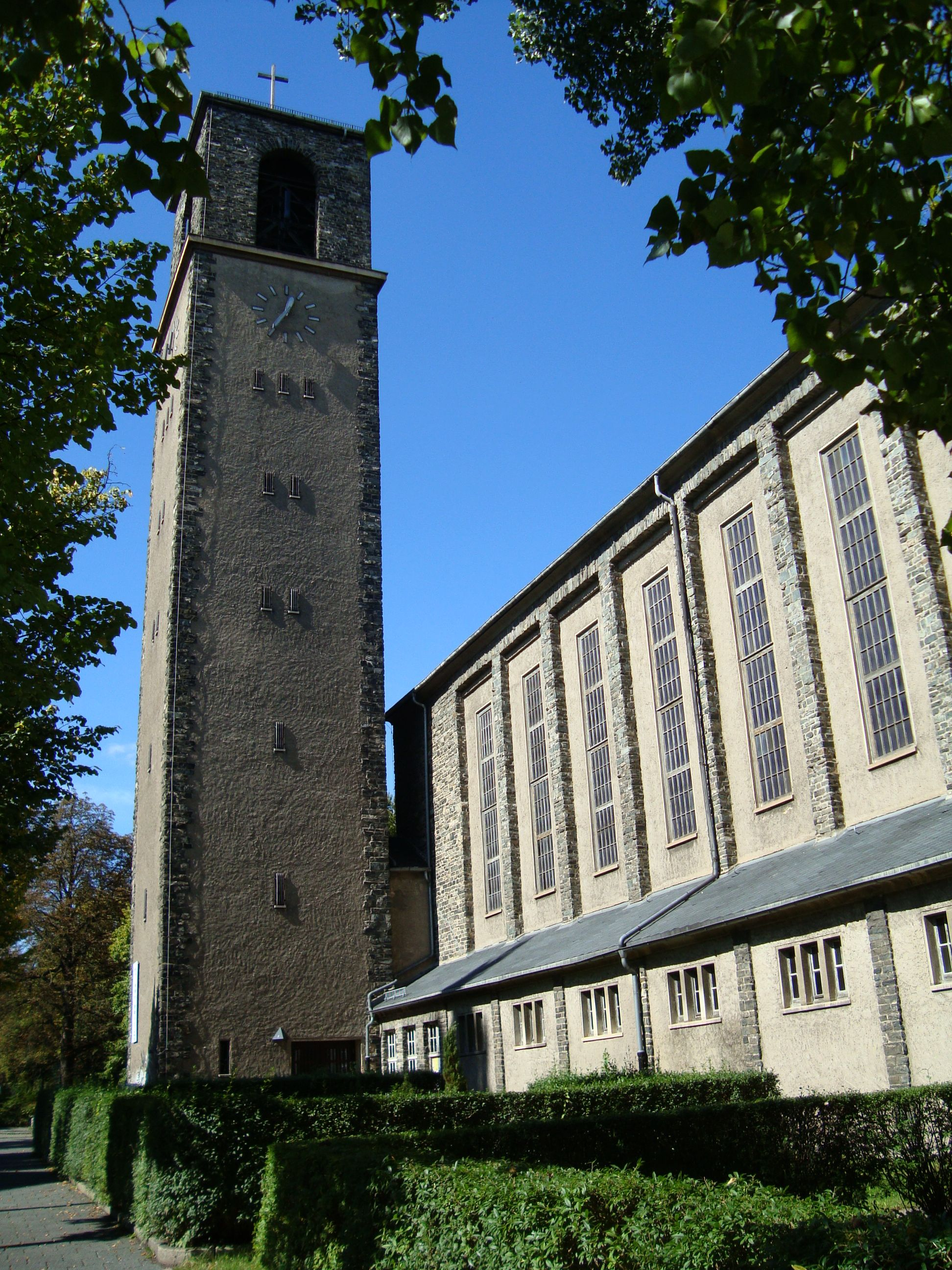
Die wiederaufgebaute Kreuzkirche

Die Kreuzkirche der St.-Jakobi-Kreuz-Kirchgemeinde ist 1935/36 im Stadtviertel Kaßberg von Chemnitz durch Otto Bartning erbaut worden, einen wichtigen Kirchenbaumeister des 20. Jahrhunderts. Ihr 40 Meter hoher freistehender Turm erinnert an italienische Campanile und ist ein Blickfang im Stadtviertel. Nach ihrer Zerstörung 1945 wurde sie bis 1954 wiederaufgebaut.

## Bau, Zerstörung und Wiederaufbau
Die Kreuzkirche auf dem Kaßberg wurde in den Jahren 1935/1936 durch den Kirchenbaumeister Otto Bartning erbaut. Der 40 Meter hohe Turm nimmt als freistehender Campanile deutlich Bezug auf italienische Vorbilder und bildet einen Blickfang in dem gründerzeitlichen Stadtviertel mit seinen geschützten Baudenkmälern.
In der Bombennacht am 5. März 1945 wurde die Kirche zerstört. Dank des großen Einsatzes der Gemeindeglieder bei der Enttrümmerung und Sicherung der Ruine sowie in finanzieller Hinsicht erfolgte bis 1954 eine originalgetreue Wiederherstellung des Kirchenbaus in der Außenansicht und eine veränderte Wiederherstellung des Innenraumes mit anschließender zweiter Kirchweihe. Drei Stahlglocken (Lauchhammer) in den Tönen d′–f′–as′, die aus der ehemaligen Paulikirche stammten, wurden dann das neue Geläut. Die Kirche ist ein geschütztes Kulturdenkmal und in der Liste der Kulturdenkmale in Chemnitz-Kaßberg unter Henriettenstraße 36 gelistet.

## Ausstattung

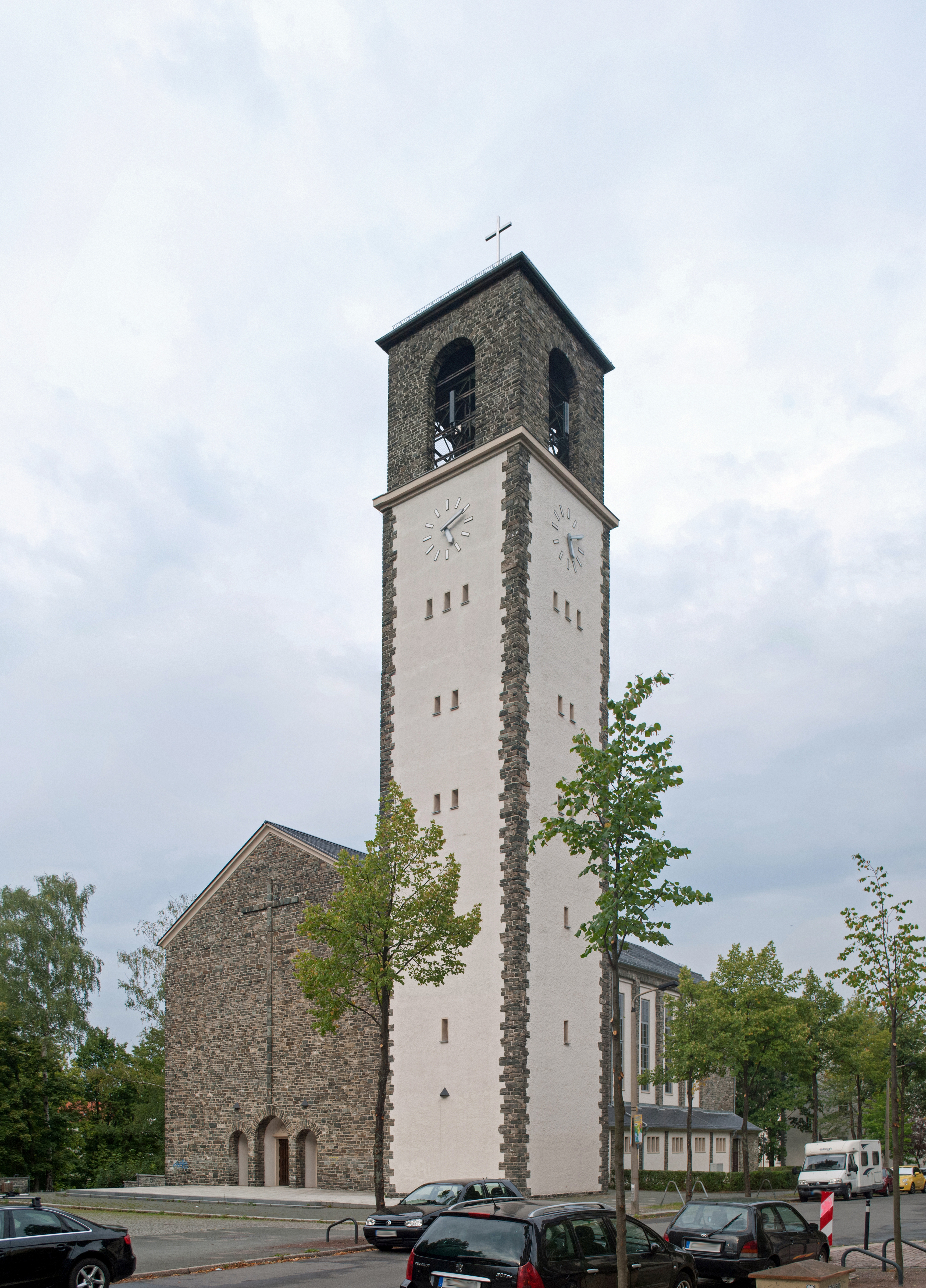
Evangelisch-lutherische Kreuzkirche

Die Innenausstattung der wiederaufgebauten Kirche wurde verändert. Die Neugestaltung lag in den Händen der Chemnitzer Architekten Laudeley und Kornfeld. Der Kirchenraum wurde sparsam ausgestattet und auf das Wesentliche reduziert. Ein 4,80 m großes Holzkreuz der Bildhauerin Elly-Viola Nahmmacher, das über dem Altar schwebt, symbolisiert den gekreuzigten und auferstandenen Christus.
Altartisch, Kanzel, Taufstein und Lesepult sind aus Hilbersdorfer Porphyr gestaltet. Ein Bilderfries mit Szenen aus dem Neuen Testament wurde unter den Kirchenfenstern neu angebracht.

## Orgel
Die Orgel ist bereits das dritte Instrument der Bautzener Orgelbaufirma Eule in der Kreuzkirche, die ursprüngliche aus dem Jahr 1936 hatte drei Manualen, Pedal und 39 Register. Nach dem Zweiten Weltkrieg war es eine Schleifladenorgel mit elektrischer Traktur. 1993 wurde die Orgel erneuert und besitzt nun 35 Register auf zwei Manualen und Pedal. Auf ihr kann die Orgelliteratur aller Stilepochen interpretiert werden. Die Disposition lautet wie folgt:
| I Hauptwerk C–g3    |       |
| Bordun              | 16′   |
| Prinzipal           | 8′    |
| Röhrflöte           | 8′    |
| Viola da Gamba      | 8′    |
| Oktave              | 4′    |
| Spitzflöte          | 4′    |
| Oktave              | 2′    |
| Quinte              | 2 ⁄3′ |
| Mixtur V            | 1 ⁄3′ |
| Quinte (aus Mixtur) | 1 ⁄3′ |
| Cornett V           |       |
| Zimbel III          |       |
| Trompete            | 8′    |

| II Schwellwerk C–g3   |        |
| Quintatön             | 16′    |
| Prinzipal             | 8′     |
| Gedackt               | 8′     |
| Salicional            | 8′     |
| Unda Maris            | 8′     |
| Oktave                | 4′     |
| Rohrflöte             | 4′     |
| Italienisch Prinzipal | 2′     |
| Nasat                 | 2 ⁄3′  |
| Terz                  | 1 3⁄5′ |
| Quinte                | 1 ⁄3′  |
| Scharf IV             | 1′     |
| Oktave (aus Scharf)   | 1′     |
| Krummhorn             | 8′     |
| Oboe                  | 8′     |

| Pedal C–f1 |         |
| Prinzipal  | 16′     |
| Subbaß     | 16′     |
| Oktavbaß   | 8′      |
| Gemshorn   | 8′      |
| Choralbaß  | 4′      |
| Mixtur IV  |         |
| Quintbaß   | 10 2⁄3′ |
| Posaune    | 16′     |
| Trompete   | 8′      |

- Koppeln: II/I, I/P, II/P
- Spielhilfe: Tremulant

## Jahrhundert-Jubiläum 2014
Mit Gottesdiensten und Konzerten feierte in einer Festwoche im November 2014 die St. Pauli-Kreuz-Kirchgemeinde ihren Standort an der Kreuzkirche und die Einweihung ihres renovierten Kindergartens.

## Varia
- Der am 29. Februar 2020 gewählte Bischof der Evangelisch-Lutherischen Landeskirche Sachsens Tobias Bilz absolvierte von 1989 bis 1991 an der Kreuzkirche sein Vikariat.